# 貝爾納·沃雄
貝爾納·沃雄（法語：Bernard Vaussion，法語發音：[bɛʁnaʁ vosjɔ̃]；1953年10月24日—）出生於法國盧瓦雷省的奧爾良，是當代著名的法式料理廚師，曾在愛麗舍宮服務四十年，負責法國總統、國宴和外賓的餐飲。

## 生平
貝爾納·沃雄從14歲開始他的烹飪生涯，當時他是一名糕點師，16歲先後前往荷蘭駐法大使館、英國駐法大使館工作，1974年在當時的愛麗舍宮主廚馬塞爾·勒瑟沃（法語：Marcel Le Servot）徵召下也加入愛麗舍宮的廚房實習。貝爾納·沃雄從基層的助理做起，一直到助理廚師、主廚歷練上來，2005年被當時的總統賈克·席哈克擢升為愛麗舍宮主廚。
貝爾納·沃雄在2013年從愛麗舍宮主廚的位子退休，傳承給紀堯姆·戈麥斯接棒，他在愛麗舍宮服務四十年，先後服侍過五任法國元首：瓦莱里·吉斯卡尔·德斯坦、法蘭索瓦·密特朗、賈克·席哈克、尼古拉·薩科吉和法蘭索瓦·歐蘭德。

## 著作
- 2012年《愛麗舍廚房：在總統的餐桌上》（法語：La cuisine de l'Elysée: À la table des Présidents）
- 2016年《為皇宮服務》（法語：Au service du palais）

## 受獎
- 法國國家功績勳章